# Ronnadet Wongsaroj
Ronnadet Wongsaroj (tiếng Thái: รณเดช วงศาโรจน์, phiên âm: Rôn-na-đết Vông-xa-rốt, sinh ngày 22 tháng 4 năm 1980) là một ca sĩ, diễn viên người Thái Lan. Anh tốt nghiệp trường Bangkok Christian College, Mahidol University International College (Salaya) và Đại học Chulalongkorn.

## Đời tư
Ronnadet là con trai đầu của Jirasak Wongsaroj và Dararat Wongsaroj. Anh có em gái tên Ureson Wongsaroj.

## Sự nghiệp ca hát

### Album
- ไม่ขายหน้า / Mai Kai Nah (2007)
- Be With You (2011)

### Single
| Năm                                                               | Tựa | Top song rankings | Album                    |
| Năm                                                               | Tựa | IW Chart          | Album                    |
| ----------------------------------------------------------------- | --- | ----------------- | ------------------------ |
| 2006                                                              | "คนไม่รู้จักพอ" | —                 | Flow(ร่วมกับวง Four)       |
| 2006                                                              | "รักครั้งนี้" | —                 | Flow(ร่วมกับวง Four)       |
| 2007                                                              | "หน้าไม่อาย" | —                 | ไม่ขายหน้า                 |
| 2009                                                              | "ให้ฉันดูแลเธอ" / Hai Chun Doo Lae Tur (OST Poo Yai Lee Gup Nahng Mah)                                             | —                 | Be With You              |
| 2009                                                              | "คุ้น คุ้น" | 4                 | Be With You              |
| 2010                                                              | "เส้นขนานที่รักกัน" (OST Leum Prai Lai Ruk)                                                                          | 4                 | Be With You              |
| 2010                                                              | "ไม่รักไม่เป็นไร" / Mai Ruk Mai Bpen Rai (OST Duang Jai Akkanee)                                                    | —                 | Be With You              |
| 2010                                                              | "หนึ่งคำสำคัญ" | —                 | Be With You              |
| 2011                                                              | "อยากกอด" | 7                 | Be With You              |
| 2011                                                              | "ยินดีที่ได้รักเธอ" / Yin Dee Tee Dai Ruk Tur (OST Pim Mala)                                                          | —                 | Be With You              |
| 2011                                                              | "เจ้าสาวของผม" (OST Chaosao Phom Maichai Phi)                                                                    | —                 | Không                    |
| 2012                                                              | "เชื่อในตัวฉัน" / Cheu Nai Dtua Chun (OST Manee Dan Suaang)                                                         | 13                | Miss U 2                 |
| 2013                                                              | "เธอจะรักฉันหรือเปล่าไม่รู้" / Tur Ja Ruk Chun Reu Bplao Mai Roo (OST Khun Chai Puttipat / Bác sĩ Puttipat)            | 13                | Quý ông nhà Jutathep OST |
| 2013                                                              | "รออะไร" / Ror Arai                                                                                             | 16                | Fresh                    |
| 2013                                                              | "ขอแค่มีเธอ" / Kor Kae Mee Tur (OST Sahp Prapeng)                                                                 | —                 | The Series Hit Album     |
| 2015                                                              | "หัวใจเราเจ็บเท่ากัน" / Hua Jai Rao Jep Tao Gun (OST Tahng Pahn Gahm Teyp / Đuổi bắt tình yêu) (ft. Bowling Manida) | —                 | CH3 Soundtrack Vol. 8    |
| 2015                                                              | "หากฉันรู้" / Hahk Chun Roo (OST Tahng Pahn Gahm Teyp / Đuổi bắt tình yêu)                                         | —                 | CH3 Soundtrack Vol. 8    |
| 2015                                                              | "เพลงรักเพลงแรก" / Pleng Ruk Pleng Raek (ft. Ake Season Five and Ink Worantorn)                                  | 18                | Không                    |
| 2016                                                              | "Delete" | 9                 | Không                    |
| 2016                                                              | "ลมหายใจที่หายไป" / Lom Hai Chai Tee Hai Bpai (OST Buang Athitthan / Ước hẹn vương triều)                         | —                 | CH3 Soundtrack Vol. 12   |
| 2016                                                              | "คนพิเศษ" / Kon Mai Piset                                                                                        | —                 | Không                    |
| 2017                                                              | "จีบ... (May I)"                                                                                                 | 2                 | Không                    |
| 2017                                                              | "รักแท้มีแค่ครั้งเดียว" / Rak Tae Mee Kae Krang Diew (OST Buang Banjathorn / Hẹn ước hoa Champa)                       | —                 | เพลงประกอบละครบ่วงบรรจถรณ์ |
| 2018                                                              | "อยู่กับความคิดถึง / Yoo Gup Kwahm Kit Teung"                                                                        | 19                | Không                    |
| 2018                                                              | "เพียงหนึ่งคำ" / Piang Neung Kum (OST Dung Prom Likit Ruk)                                                         | —                 | OST Dung Prom Likit Ruk  |
| 2018                                                              | "ได้รักเธอก็ดีแค่ไหน" / Dai Ruk Tur Gor Dee Kae Nai (ft. Raft)                                                       | —                 | Không                    |
| 2019                                                              | "แอบ" / Aep | —                 | Không                    |
| 2019                                                              | "เป็นอะไรสักอย่าง" / Bpen Arai Suk Yahng                                                                           | —                 | Không                    |
| 2020                                                              | "ส่วนที่หายไป" / Suan Tê Hai Pai                                                                                   | —                 | Không                    |
| 2020                                                              | "ฝันดีนะ (Goodnight) (โต๊ะแชร์)" / Fun Dê Nâ                                                                        | —                 | Không                    |
| 2020                                                              | "เธอคือผู้วิเศษ" / Tur Keu Poo Wiset                                                                                | —                 | Không                    |
| 2021                                                              | "หนักใจ" / Nuk Jai                                                                                               | —                 | Không                    |
| 2021                                                              | "เป็นของเธอเสมอ" / Pen Kong Tur Samur (OST Peesard Saen Kol)                                                     | —                 | OST Peesard Saen Kol     |
| "—" หมายถึงเพลงนั้นไม่ได้อยู่ในอันดับ / IW Chart เริ่มก่อตั้งเมื่อปลายปี พ.ศ. 2553 | |                   |                          |

## Phim tham gia

### Phim truyền hình
| Năm  | Tựa                                                                          | Vai                     | Đóng với             | Đài    |
| ---- | ---------------------------------------------------------------------------- | ----------------------- | -------------------- | ------ |
| 2010 | Duang Jai Akkanee                                                            | Preuk                   | Sumonthip Leungutai  | CH3    |
| 2011 | Pim Mala                                                                     | Waen                    |                      | CH3    |
| 2012 | Manee Dan Suaang                                                             | Poo Kong Darun          |                      | CH3    |
| 2013 | Club Friday The Series 3 Three Love Three Life                               | Bob                     |                      | GMMOne |
| 2014 | Sitocm Heng Heng Heng                                                        | Max                     |                      | CH3    |
| 2015 | Neung Sai Suang Mãi mãi một tình yêu                                         | Khun Chai Prasatporn    | Michelle Behrmann    | CH3    |
| 2016 | Man in The Rain Chàng trai trong mưa                                         | Kit                     | Wanida Termthanaporn | GMM25  |
| 2018 | Panthakan Rak Đùa yêu                                                        | Thongek Khomphimuk (Ek) | Nattarin Suwannalerd | CH7    |
| 2018 | My Hero Series: The Forest's Wind Binding Love Gió rừng siết chặt yêu thương | Konrachit / "Kao"       |                      | CH3    |